# Ammelsdorf
Ammelsdorf ist ein Ortsteil der sächsischen Großen Kreisstadt Dippoldiswalde im Landkreis Sächsische Schweiz-Osterzgebirge.

## Geografie
Ammelsdorf liegt etwa fünf Kilometer südwestlich von Schmiedeberg im Osterzgebirge. Westlich von Ammelsdorf fließt die Wilde Weißeritz in Richtung Dresden. Vorher wird sie durch die Talsperre Lehnmühle aufgestaut.

### Nachbarorte
| Hartmannsdorf     | Hennersdorf                                 | Niederpöbel |
| Reichenau         | Kompassrose, die auf Nachbargemeinden zeigt | Kipsdorf    |
| Hermsdorf/Erzgeb. | Schönfeld                                   | Bärenfels   |

## Geschichte

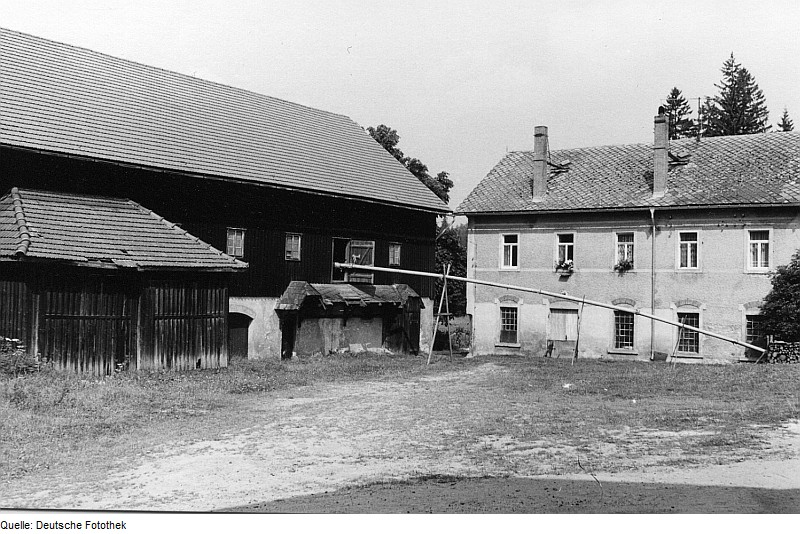
Körnermühle Ammelsdorf

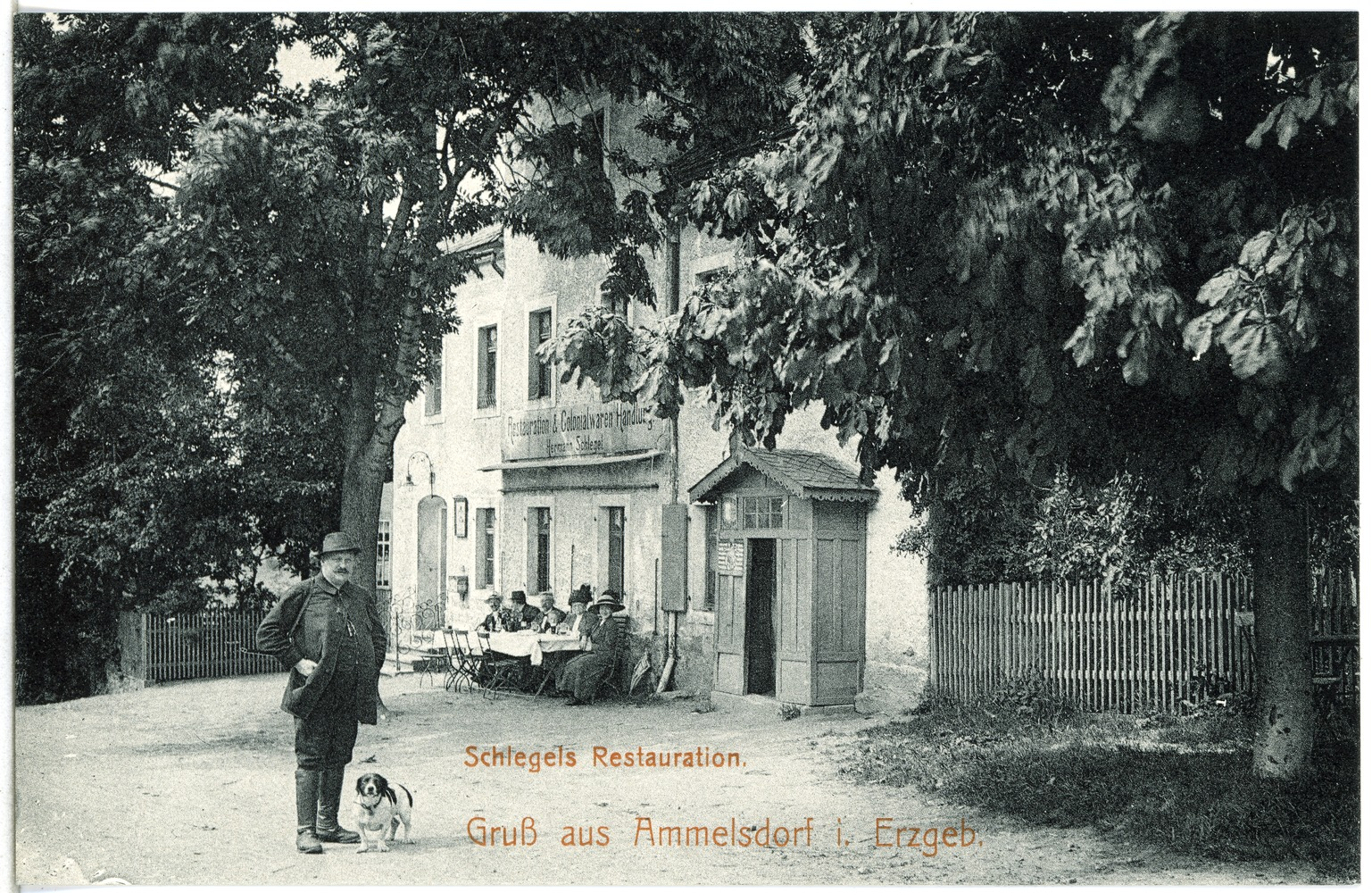
Schlegels Restauration (1912)

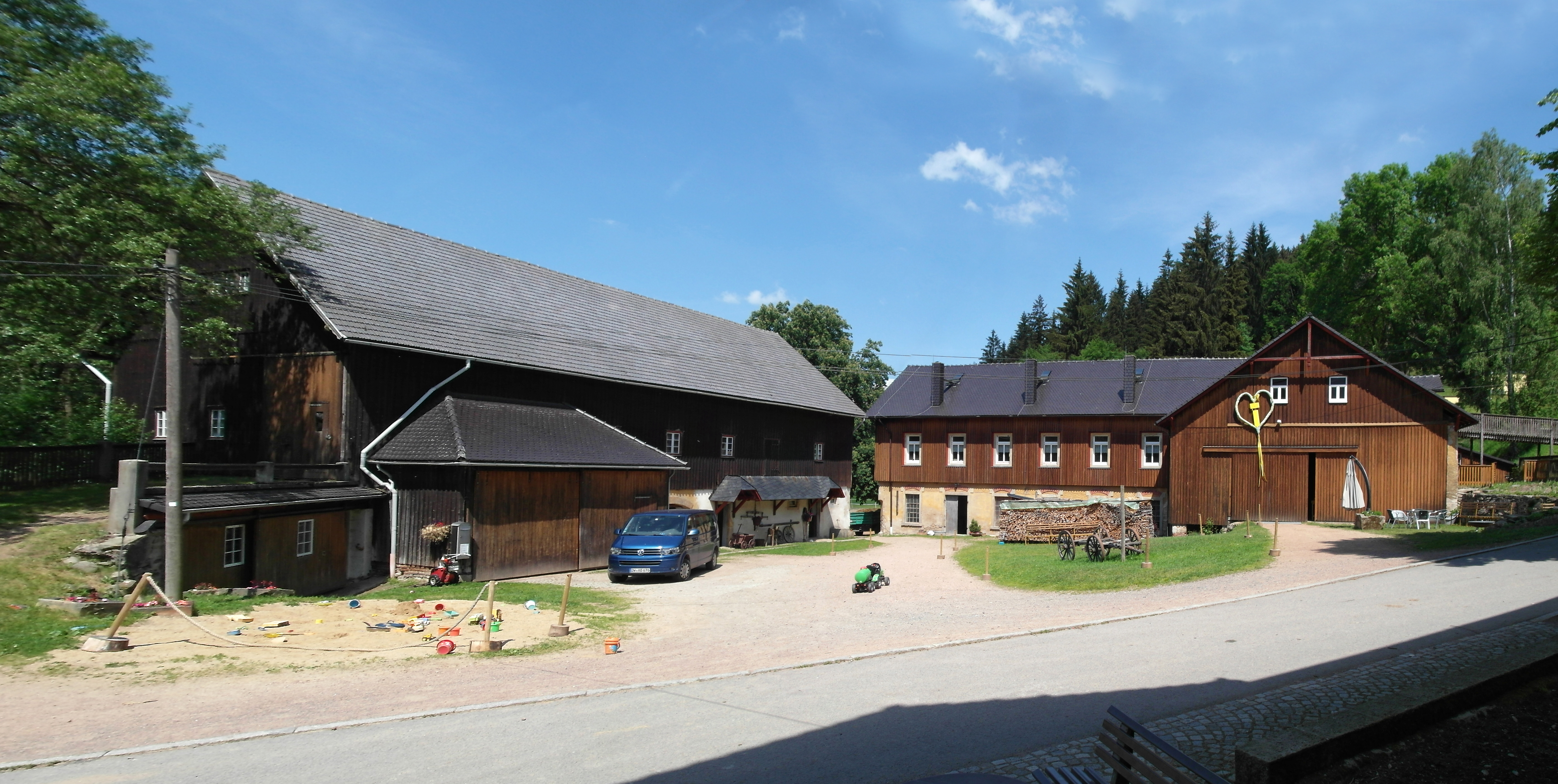
Körnermühle Ammelsdorf

Die Geschichte des Waldhufendorfes Ammelsdorf lässt sich bis 1349 zurückverfolgen. Die Grundherrschaft lag beim Rittergut Frauenstein, die Verwaltung hatte 1445 die Pflege Frauenstein inne. Um 1764 war Ammelsdorf zum Amt Frauenstein gehörig. Ab 1875 gehörte das Dorf der Amtshauptmannschaft Dippoldiswalde an. 1900 betrug die Fläche der Gemarkung 515 Hektar. Die Bevölkerung teilte sich 1925 in 278 Evangelisch-lutherische Einwohner und einen Katholiken auf. Ammelsdorf wurde 1952 als eigenständige Gemeinde Teil des Kreises Dippoldiswalde, der 1994 in den Weißeritzkreis überging. Im selben Jahr schlossen sich Ammelsdorf, Hennersdorf, Sadisdorf und Obercarsdorf zur neuen Gemeinde Obercarsdorf zusammen. Diese wurde 2001 nach Schmiedeberg eingemeindet. Ammelsdorf wurde im August 2008 Teil des aus dem Landkreis Sächsische Schweiz und dem Weißeritzkreis gebildeten Landkreises Sächsische Schweiz-Osterzgebirge. Seit dem 1. Januar 2014 gehört Ammelsdorf zu Dippoldiswalde. Das Kriegerdenkmal für die Gefallen im Ersten Weltkrieg wurde am 25. Juli 1920 geweiht.

### Entwicklung der Einwohnerzahl
Entwicklung der Einwohnerzahl Ammelsdorfs:
| Jahr | Einwohner                      |
| ---- | ------------------------------ |
| 1551 | 23 besessene Mann, 36 Inwohner |
| 1764 | 19 besessene Mann, 8 Häusler   |
| 1834 | 217                            |
| 1871 | 294                            |
| 1890 | 282                            |
| 1910 | 301                            |
| 1925 | 281                            |
| 1939 | 286                            |
| 1946 | 406                            |
| 1950 | 400                            |
| 1964 | 268                            |

| Jahr | Einwohner |
| ---- | --------- |
| 1990 | 173       |
| 2006 | 150       |
| 2007 | 154       |
| 2008 | 158       |
| 2009 | 158       |
| 2010 | 157       |
| 2011 | 153       |
| 2012 | 158       |
| 2013 | 155       |
| 2014 | 159       |
| 2015 | 164       |

| Jahr | Einwohner |
| ---- | --------- |
| 2020 | 135       |